# Andrew Lincoln
Andrew Lincoln (geboren Andrew James Clutterbuck, Londen, 14 september 1973) is een Engelse acteur die onder andere bekend is door zijn rollen in de televisieseries This Life, Teachers, Strike Back, Afterlife en The Walking Dead en de films Love Actually en L'Arnacœur (Heartbreaker). In juli 2018 maakte hij bekend dat seizoen 9 van The Walking Dead zijn laatste seizoen zal zijn.

## Biografie
Lincoln is in 1973 in Londen geboren. Zijn moeder was Zuid-Afrikaans en zijn vader Engels. Hij groeide op in Hull, op zijn tiende verhuisde het gezin naar Bath. Hij studeerde aan de Royal Academy of Dramatic Art waar hij zijn artiestennaam aannam.

## Filmografie
- Biblioteca Nacional de España: XX4905065
- Bibliothèque nationale de France: cb15545047d (data)
- Gemeinsame Normdatei: 1018483632
- International Standard Name Identifier: 0000 0001 1438 9158
- Library of Congress Control Number: no2005089891
- MusicBrainz: 45552f07-deaa-4fa3-b5d6-d7b8d4a7d156
- Nederlandse Thesaurus van Auteursnamen: 334237270
- Système universitaire de documentation: 161875696
- Virtual International Authority File: 17536320
- WorldCat: E39PBJdGQxBryYkV3D67493WjC